# Titre de résident

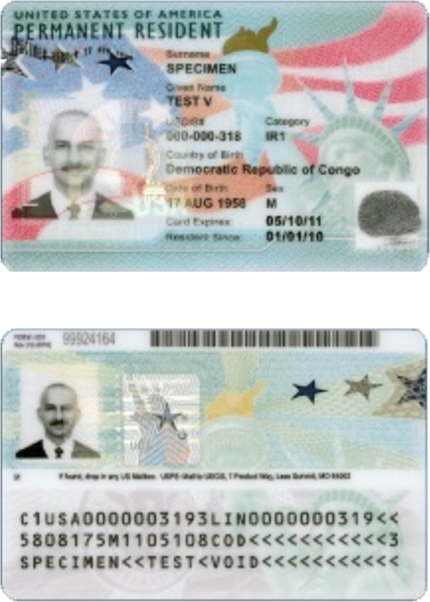
Spécimen de carte (verte) de résident permanent aux États-Unis.

Un titre de résident ou carte de résident est un document émanent des autorités d'un pays et autorisant un étranger à résider et/ou à travailler sur le territoire de ce pays.

## France
En France, la carte de résident est un titre de séjour qui permet à un étranger de résider sur le territoire français pour une durée de 10 ans ou plus.

## Canada
La carte de résident permanent du Canada est la principale méthode par laquelle les résidents permanents peuvent prouver leur statut. Elle est le seul document qui peut être utilisé pour retourner au Canada. Elle a été introduite le 28 juin 2002 par la Loi sur l'immigration et la protection des réfugiés.